# Pseudogastromyzon myersi
Pseudogastromyzon myersi is een straalvinnige vissensoort uit de familie van steenkruipers (Balitoridae). De wetenschappelijke naam van de soort is voor het eerst geldig gepubliceerd in 1932 door Herre.